# Howrah
Howrah (o Haora) è una suddivisione dell'India, classificata come municipal corporation, di 1.008.704 abitanti, capoluogo del distretto di Howrah, nello stato federato del Bengala Occidentale. In base al numero di abitanti la città rientra nella classe I (da 100.000 persone in su).
Si trova sul fiume Hughli, nel delta del Gange, di fronte a Calcutta, con la quale è collegata per mezzo di quattro ponti, il principale dei quali è proprio il ponte di Howrah (Rabindra Setu).

## Geografia fisica
La città è situata a 22° 34' 25 N e 88° 19' 30 E e ha un'altitudine di 11 m s.l.m..

## Società

### Evoluzione demografica
Al censimento del 2001 la popolazione di Howrah assommava a 1.008.704 persone, delle quali 547.969 maschi e 460.735 femmine. I bambini di età inferiore o uguale ai sei anni assommavano a 89.062, dei quali 46.095 maschi e 42.967 femmine. Infine, coloro che erano in grado di saper almeno leggere e scrivere erano 779.234, dei quali 444.063 maschi e 335.171 femmine.